# Doutník

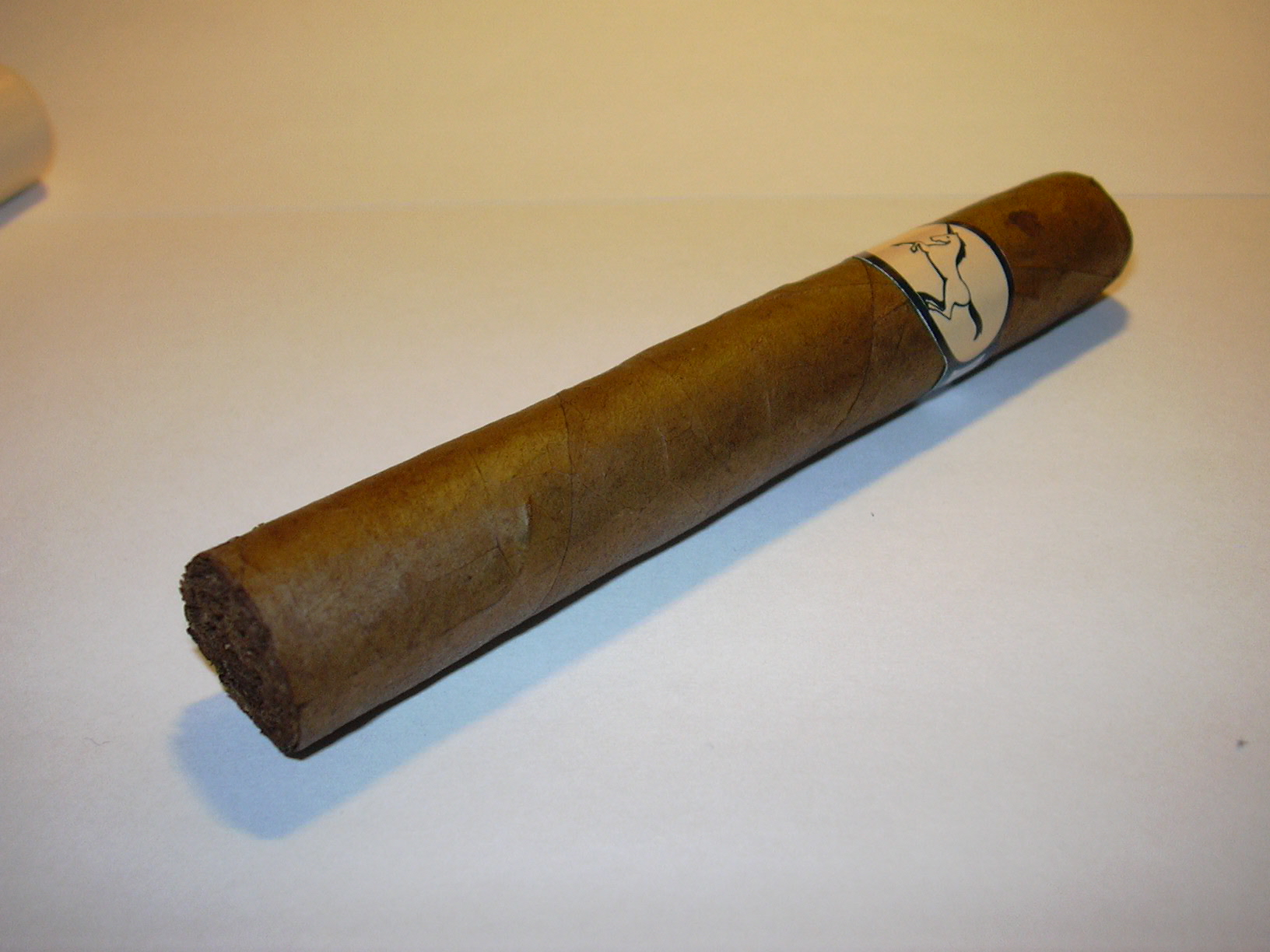
Doutník z Nikaraguy.

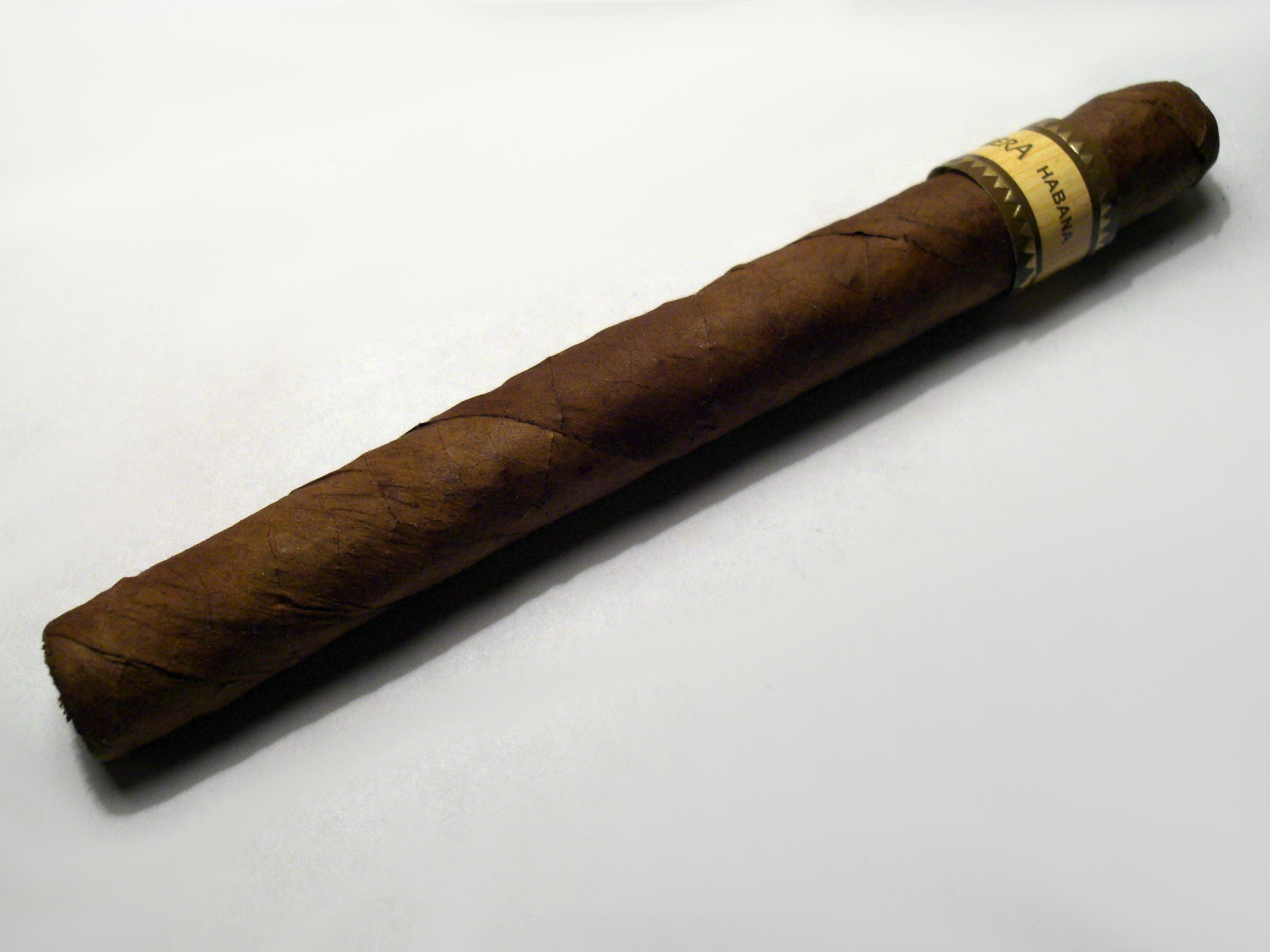
Doutník z Kuby.

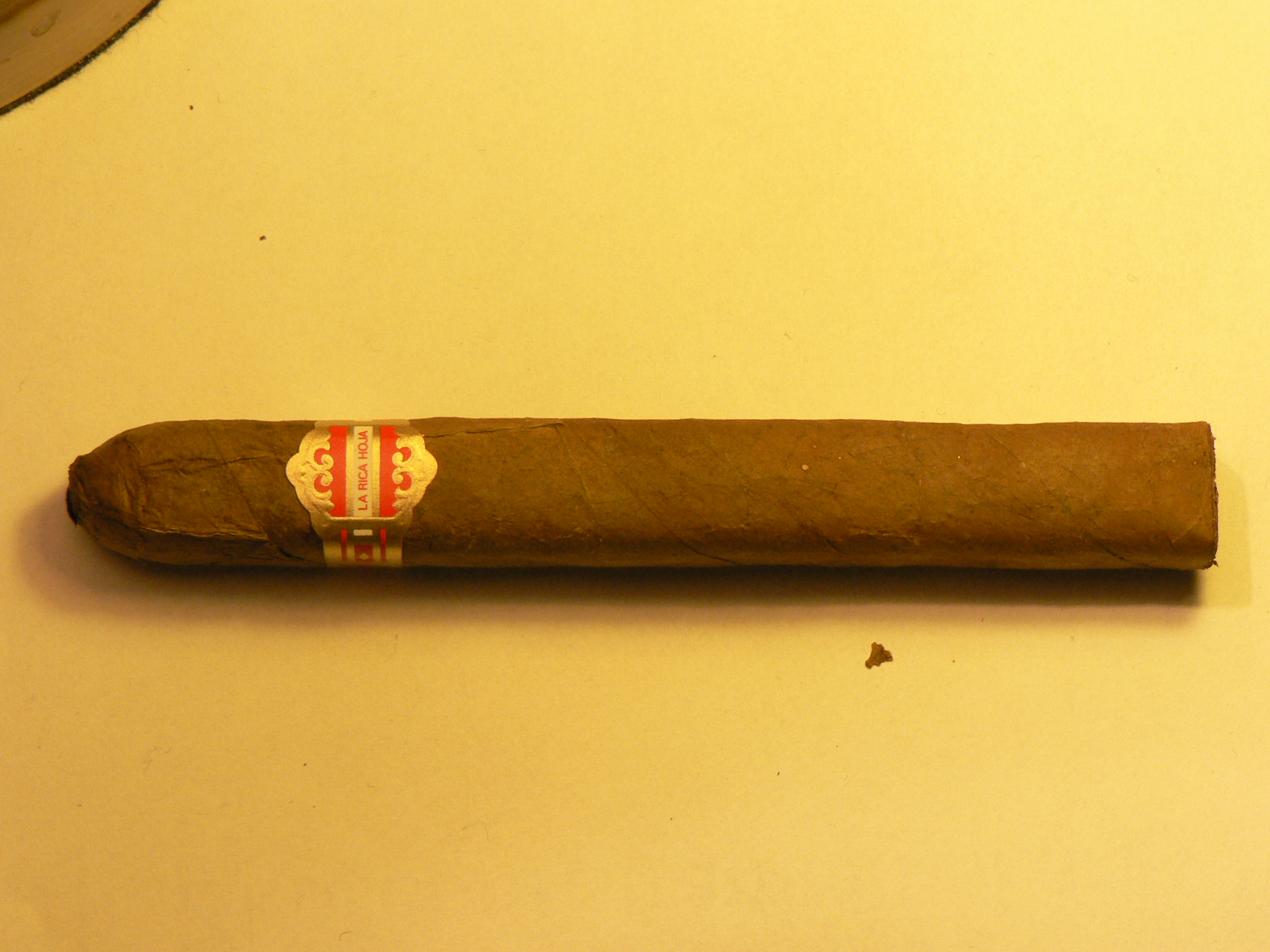
Doutník z Kanárských ostrovů.

Doutník je tabákový výrobek, smotek usušeného a fermentovaného tabáku. Je vyroben tak, že po zapálení umožňuje aktivní nasávání kouře do úst a jeho následné vychutnávání. Mezi nejvýznamnější producenty doutníků patří Kuba, Dominikánská republika, Honduras, Brazílie, Kamerun, Indonésie, Mexiko, Nikaragua, Filipíny a východní Spojené státy.
V České republice je doutník definován ve vyhlášce MZe č. 344/2003 Sb.

## Obsah definice
Doutníkem se rozumí tabákový smotek, který lze kouřit jako takový a který
1. obsahuje výlučně přírodní tabák,
2. má krycí list z přírodního tabáku,
3. obsahuje tabákovou náplň, krycí list v normální barvě doutníku zakrývající celý výrobek včetně případného filtru, ale nezakrývající náustek v případě náústkových doutníků, a vázací list, oba listy z rekonstituovaného tabáku, jejichž jednotková hmotnost činí bez filtru nebo náustku nejméně 1,2 g a krycí list je vinutý ve tvaru spirály v ostrém úhlu nejméně 30° k podélné ose tabákového smotku, nebo
4. obsahuje tabákovou náplň, krycí list v normální barvě doutníku z rekonstituovaného tabáku zakrývající celý tabákový výrobek včetně případného filtru, ale nezakrývajícího náustek v případě náustkových doutníků, jehož jednotková hmotnost činí bez filtru nebo náustku nejméně 2,3 g a venkovní obvod nejméně jedné třetiny délky tabákového smotku je nejméně 34 mm.

## Základní parametry doutníků

### Typ a název
Pojmenování doutníku od svého výrobce, většinou reflektující velikost a tvar. U doutníků z kvalitnějšího, déle uskladněného nebo vícekrát fermentovaného tabáku se u jeho názvu mohou objevit i výrazy jako „reserva“, „special edition“, „selekce“ nebo „vintage“.

### Prstýnek
Nedílná část většiny kvalitních doutníků, podle kterého se na první pohled pozná značka. U kubánských doutníků se většinou setkáte pouze s jedním prstýnkem pro jednu značku, případně druhým zlatým označující speciální edici. Zatímco nekubánské značky doutníků, prosazující agilnější marketingové tahy, prstýnky u různých sérií se různě mění. Prstýnek se také používá pro označení průměru doutníku.

### Barva
Odpovídá odstínu krycího listu. Rozlišuje se sedm barev a šedesát odstínů
- Claro Claro (Double claro) – nazelenalý list
- Claro – list světlé, krémové až hnědé barvy
- Colorado claro – list středně až tmavě hnědé barvy
- Colorado – načervenale hnědý až hnědý list
- Colorado maduro – list tmavě hnědé barvy
- Maduro – list velmi tmavě hnědé až černé barvy
- Oscuro – nejtmavší černý list

Obecně by mělo platit pravidlo, že čím světlejší list, tím slabší chuť a čím tmavší, tím sladší a plnější chuť. Nemusí tomu tak být pokaždé; někteří výrobci doutníků balí doutníky silnější a plnější chuti do světlých krycích listů a naopak. Nejlépe tuto výjimku vystihují některé honduraské značky.

### Velikost
Základní míry jsou pro všechny doutníky stejné. Uvádí se délka buď v palcích nebo v metrickém systému a průměr doutníku nebo velikost prstýnku. Ta se udává jako čtyřiašedesátina palce nebo v milimetrech. Jeden palec je 25,4 mm, což odpovídá průměru 64. Jedna čtyřiašedesátina je 0,396 mm, zaokrouhleně 0,4 mm.

### Tvar
Všechny doutníky můžeme rozdělit do dvou kategorií:
- Parejos, tzv. rovné doutníky, které rozdělujeme na tři skupiny:
  - Coronas – obecný standard, podle něhož se měří většina doutníků. Jsou dlouhé 134–146 mm a mají průměr 16,7 mm. Všechny mají otevřenou patu a uzavřenou hlavu.
V této skupině jsou typy:
    - Double Corona (délka 196 mm, průměr 19,5 mm)
    - Churchill (délka 178 mm, průměr 18,7 mm)
    - Robusto (délka 127 mm, průměr 19,8 mm)

  - Panatelas – jsou delší a tenčí než doutníky coronas. Jsou dlouhé 127–154 mm a mají průměr 13,5–15,1 mm. Všechny mají otevřenou patu a uzavřenou hlavu.
  - Lonsdales – jsou přechodným typem mezi předešlými skupinami, protože jsou delší než coronas a tlustší než panatelas. Standardní délka je 165 mm a průměr 16,7 mm. Všechny mají otevřenou patu a uzavřenou hlavu.
- Figurados, což jsou nepravidelné tvary, které mohou být následovné:
  - Pyramida – má zúženou uzavřenou hlavu do špičky a široce otevřenou patu.
  - Belicoso – je malý tvar pyramidy s hlavou spíše do kulata než do špičky.
  - Torpedo – má zúženou uzavřenou hlavu do špičky a otevřenou patu, prostředek je vypouklý.
  - Perfecto – oba konce jsou uzavřené a zaoblené, prostředek je vypouklý.
  - Culebra – tři panately zapletené do sebe.
  - Diademas – je obrovský doutník 203 mm dlouhý i více, má většinou otevřenou patu.

## Cigarillos

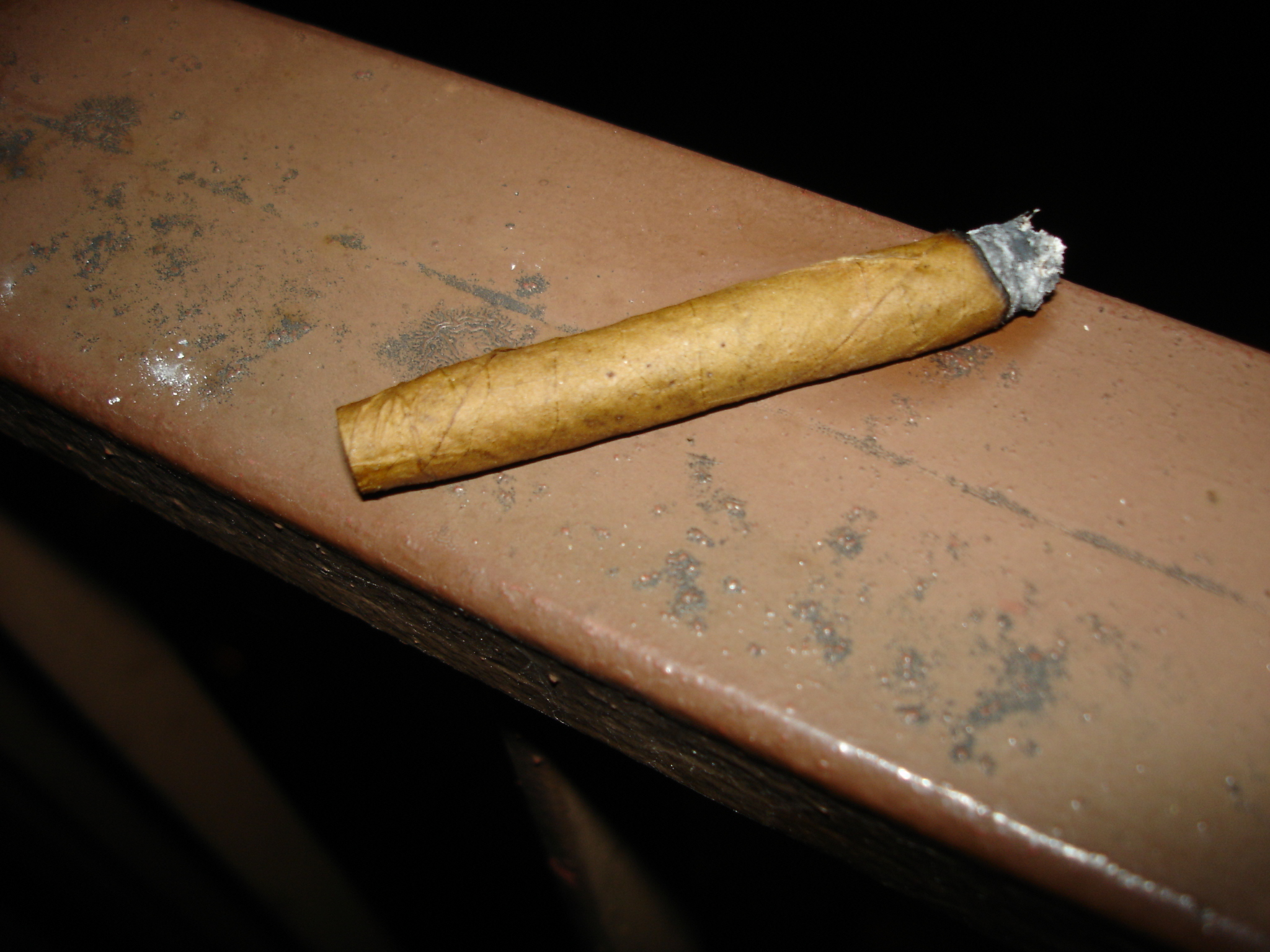
Hořící cigarillo typu mini.

Jedná se o krátké doutníky o hmotnosti ponejvíce 3 g bez umělé špičky.
Rozlišujeme takzvané mini a midi.
- Mini – maličké rovné doutníčky. Průměr 8–9 mm, délka 75–90 mm.
- Midi – malé doutníčky různých velikostí. Průměr 9–10 mm, délka 90–110 mm.

Některé cigarillos se prodávají s plastovou nebo dřevěnou špičkou. Cigarillos jsou velmi oblíbené zejména v Německu a Španělsku. Na Slovensku se vyrábí v obci Smolník.

## Výroba doutníků
Kvalita špičkového doutníku závisí na mnoha faktorech. Především na kvalitě tabáku, která je ovlivněna půdními a povětrnostními podmínkami, způsobem sušení a kvalitou fermentace. Dalším důležitým faktorem je způsob namíchání listů a způsob ubalení. Kilogram kvalitních tabákových listů přijde na desítky EUR.
Doutníkové tabáky mají vyšší obsah dehtu a volného nikotinu oproti cigaretám, i když ne vždy, ale zkušení kuřáci kouř těchto výrobků obvykle nevdechují (nešlukují).
Pravé doutníky nejsou jenom z Kuby. V celém Karibiku, Střední Americe a části Jižní Ameriky se velmi dobře daří tabáku a zkušenost s pěstováním a výrobou doutníků je v celé této části světa obrovská. Kolébkou doutníků jsou ale Kanárské ostrovy a manufaktura La Rica Hoja. Poté, co byl tabák z Ameriky dovezen, s úspěchem se pěstoval na Kanárských ostrovech a postupně se tam tabákový průmysl vyvinul natolik, že jak pěstitelé, tak výrobci doutníků byli oprávněně považováni za ty nejlepší na světě. Když se pak na Kubě objevil problém zaměstnanosti otroků – prostě jich bylo moc a bílí se začali bát – černé otroky bylo třeba zaměstnat. V oblasti se dobře dařilo tabáku a cukrové třtině. Kanárští osadníci proto byli kolem roku 1750 vyvezení na Kubu, zejména do okolí Havany a Santiaga, aby rozvinuli pěstování obou plodin i jejich zpracování. Tím začala éra kubánských doutníků a kubánského rumu. Stejně dobře a podobnou historii má ale i pěstování tabáku a výroba doutníků (a rovněž cukrové třtiny a rumu) v celé oblasti, a tak řada skvělých značek doutníků (i rumu) pochází z Dominikány, Hondurasu, Kostariky, Nicaraguy i dalších zemí. Rovněž Indonésie se velmi vypracovala a tak stejně dobré doutníky pocházejí z opačné strany globu. Naopak řada špatných doutníků má svůj původ na Kubě. Kubánci o mýtu, za který děkují americkému embargu, dobře vědí a dobře ho umějí využít. (Johne Kennedy, 3.2.1962 Archivováno 13. 3. 2017 na Wayback Machine.). Díky němu jsou schopni dobře prodat i odpadky, na kterých si ještě někdo pochutná: přece kouří kubánský doutník, tak musí být dobrý!

### Doutníkové vložky (Cigar filler)
Středový tabák dává doutníku chuť a vůni a zajišťuje rovnoměrné hoření. Používají se různé typy listů. U strojové výroby se používá tabák sekaný (řezaný), u ruční výroby se listy varhánkovitě podélně poskládají (vytvoří se síť průduchů).
Používají se tři typy listů. Jsou to jednak tmavé listy z vršku rostliny, které jsou chuťově a aromaticky výrazné, a které pomalu hoří. Dále se používají listy ze středu rostliny, které jsou světlejší a jemnější. Tyto listy zrají až 2 roky. Jako vnějšek náplně se používají listy, jež dobře hoří, ale které jsou aromaticky nevýrazné. Tyto listy zrají až jeden rok.

### Vázací listy (Cigar binder)
Vázací listy svazují středový tabák dohromady a dávají doutníku tvar.

### Krycí listy (Cigar wrapper)
Na povrch doutníku se používá vysoce kvalitní a pěkný krycí tabákový list. Musí být hladký, nepříliš olejnatý, pružný, ohebný a musí vonět (Connecticut, Sumatra). Kubánské krycí tabáky jsou více olejnaté. U levnějších doutníků se používá fólie rekonstituovaného (homogenizovaného) tabáku.
Zpracovávané tabákové listy musí být dostatečně navlhčeny, aby se s nimi mohlo manipulovat bez poškození. Rovněž se musí odžilovat, ale tak, aby se list nerozlámal a jen se rozpůlil na polovinu. Vlastní výroba doutníků je velké umění a spočívá ve schopnosti správně zkombinovat všechny listy ve správném poměru, záleží na umění baliče. Dělí se na dvě operace, a to výrobu smotků a zavíjení smotků.
Zavíjením smotků do krycího listu dostává doutník kabátek, který je jeho vizitkou, ale především kořením. K tomu se používají nejkvalitnější listy a zavíjení patří k mistrovským pracím. Krycí list se ořízne do požadované podoby. Špička listu se umístí u paty doutníku a základna u hlavy. Svitek se položí napříč přes roh oříznutého krycího listu a od jednoho konce se začne jemně balit tak, aby se jeho kraje po každém otočení překrývaly přes sebe. Po zabalení se volný konec přilepí přírodním lepidlem a doutník se poválí, aby se rovnoměrně zakulatil. Okrouhlý zbytek listu se odřízne a přilepí na hlavu doutníku. V konečné fázi se pata, popřípadě hlava doutníku ořízne na správnou velikost.
Polobalené doutníky se ukládají do temperovaných maturačních skladů, kde dochází k procesu zrání (maturace). Vyrovnává se chuť, vůně, aroma, doutnavost a upravuje se vlhkost. Maturované doutníky se adjustují, roztřiďují podle barvy (7 barev, 65 odstínů), opatřují se prstýnkem a naskládají se do cedrových krabic v pořadí odstínů. Každá krabice je opatřena etiketou a je zapečetěna.

## Shortfillery a longfillery
Doutníky se dělí na tzv. shortfillery a longfillery.

### Shortfiller
Doutník, který je vyráběn strojově a u kterého náplň obsahuje směs tabákových listů, jež jsou nasekány na malé proužky nebo kousky. Jsou to suché doutníky, u kterých se pohybuje vlhkost okolo 12 %.
Většina evropských a amerických strojově vyráběných doutníků má krátkou náplň. Velkou předností krátké náplně je možnost dosažení chuťové pestrosti a umožňuje lehký a plynulý tah při kouření. U amerických doutníků se ve větší míře nepoužívá krycí list tabáku, ale fólie rekonstituovaného tabáku. Aby byl dodržen jednotný standardní vzhled, na konci výroby se na doutníky rozprašuje tabákový prach, který všechny jednotně zabarví. Doporučená teplota skladování je 18 až 20 °C. U těchto doutníků není kvalita ohrožena vysycháním nebo plesnivěním. Jeho trvanlivost je neomezená a kvalita se vyzráním může i zvýšit.
K výrobě evropských nebo amerických doutníků se používají tabáky z těchto zemí:
- Náplň – směs tabáků z Indonésie, Brazílie, Řecka, Kolumbie, Kuby.
- Vázací list – nejčastěji se používá tabák Java Basuki.
- Krycí list – nejčastěji tabák z Brazílie nebo Indonésie (Sumatra).

Od roku 1872 se v obci Smolník na Slovensku vyrábějí suché doutníky z tabáku pocházejícího ze Sumatry a Jávy. Tyto doutníky se dovážejí i do ČR.

### Longfiller
Doutník vyráběný ručně, u kterého jsou celé tabákové listy stočené k sobě a určují délku doutníku. K tomu je zapotřebí správné vlhkosti vzduchu. Proto se často mluví o tzv. vlhkém doutníku s obsahem vlhkosti 22–24 %. Optimálním místem pro výrobu těchto doutníků je pro své klimatické podmínky Karibská oblast.
Doutníky z této oblasti se mají skladovat při teplotě do 22 °C a vlhkosti 70 %. Při zachování těchto podmínek lze doutníky skladovat dlouhou dobu. V krabičkách obalených celofánem vydrží jejich kvalita týdny až měsíce. Kvalitnější se balí již od roku 1830 do cedrových krabic, které mají tu vlastnost, že neovlivňují vůni tabáku (tabák má schopnost vstřebávat cizí pachy) ať už pozitivně nebo negativně. Po rozbalení by se měly spotřebovat nebo uložit do humidoru (krabice se stálou relativní vlhkostí, opatřená vlhkoměrem a zvlhčovačem). Hlavními producenty jsou Kuba, Honduras a Dominikánská republika.

## Kvalita
Podle kvality rozdělujeme ručně balené doutníky:
- Premium – mají náplň z dlouhých tabákových listů, u některých se provádí plnění a lisování strojově a ručně se váže krycí list.
- Super Premium – na náplň a krycí list se používá speciálně vybíraný tabák. Podrobuje se speciálnímu postupu vyzrávání.
- Vintage – prvotřídní doutníky vyrobené výhradně z vynikající sklizně jediného roku, proto jsou velmi drahé (někdy i stovky dolarů). Nejvyšší vydražená cena byla 460 dolarů za kus. Nejdražší jsou kubánské doutníky značky Cohiba (Lancero, Corona Especiale, Panatela).

## Kultura

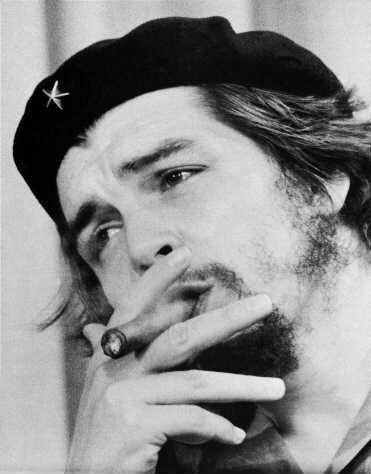
Che Guevara kouřící doutník

Mnoho kuřáků má za to, že kouření doutníku je svázáno s jakousi „etiketou“ či „pravidly“. Mezi nepsaná pravidla například patří, že doutník by se neměl „típat“ jako klasická cigareta, nýbrž se má položit do popelníku a nechat „zhasnout“. Někteří uživatelé doutník nemusí dokouřit celý a nechávají si ho na později. V tomto případě by se měl už načatý doutník dokouřit do hodiny, neboť se v základně doutníku usazuje dehet, který kazí původní chuť tabáku. Ten se při delším skladování, než je doporučená hodina, může zdát příliš hořký a pokazit tak celkový dojem uživatele. Dým z doutníku by se také neměl „šlukovat“ (tj. vdechovat do plic), ale pouze potahovat do úst a následně si tabákový kouř vychutnat. Kouř z doutníků je zpravidla zásaditější, na rozdíl od cigaret, a proto se z něj nikotin vstřebává již sliznicí ústní dutiny. Doutník má i pravidla, co se týkají jeho držení. Správně by se měl doutník držet v jedné třetině jeho délky nejlépe třemi prsty — prostředníčkem, prsteníčkem a palcem. Prsty by měly lehce překrývat prstýnek doutníku. Dále se doporučuje doutníky s sebou přenášet v pouzdře, aby se předešlo zápachu tabáku na oblečení. Také je nošení doutníků v pouzdru vnímáno za velmi účinnou prevenci, jak předejít jeho poškození. Považováno za nevhodné je ořezávat doutník jiné osobě bez jejího svolení. Pro mnoho kuřáků je ořezávání doutníku osobním rituálem. Totéž platí o zapalování doutníků, neboť někteří preferují si doutník, před jeho zapálením, „nahřát“. Proto by se opět mělo počkat, až o to dotyčná osoba sama požádá. Během kouření se může stát, že doutník hoří nerovnoměrně, což je pro mnohé zarážející a takový doutník může působit nedobře esteticky. Tato „vada“ se doporučuje ihned odstranit. Existují dva způsoby — buď znovu nehořící stranu doutníku zapálit, anebo rychle hořící část navlhčit.

### Známí kuřáci doutníků
Jako vášnivý kuřák doutníků je znám Winston Churchill, který měl za svůj život údajně vykouřit přes 250 000 doutníků. Na jeho počest vznikla dokonce i značka doutníků, jež nesou jeho jméno. Vyrábí je švýcarská společnost Davidoff. Zálibu v doutnících si našel i Josif Stalin. Ten však preferoval si tabák z nich sypat do dýmky. Mezi jeho oblíbené odrůdy tabáku například patřily americké Edgewood Sliced. Za největší ikonu kouření doutníků je považován bývalý socialistický vůdce Kuby Fidel Castro. Dalšími známými kuřáky jsou herci Arnold Schwarzenegger, Jack Nicholson, Al Pacino nebo psychoanalytik Sigmund Freud.